# استان آماسیه
آماسیه یکی از استان‌های منطقه دریای سیاه در ترکیه است. مرکز این استان شهر آماسیه است. این استان در منطقه ساحل دریای سیاه واقع شده‌است. پیمان آماسیه در این شهر بسته شد.
جمعیت استان آماسیه در سال ۲۰۲۰ با ۰٫۶۸ درصد کاهش به ۴۲۳٫۰۱۱ نفر رسید. ۷۴٫۲ درصد از این جمعیت در شهرها زندگی می‌کنند. مساحت این استان ۵۶۲۸ کیلومتر مربع است. تراکم جمعیت در این استان ۶۰ نفر در هر کیلومتر مربع است. (این تعداد در سولوا ۱۰۴ نفر است) ارتفاع مرکز استان از سطح دریا ۴۰۰ متر است.
طبق داده‌های TÜİK در سال ۲۰۱۸، این استان به همراه مرکز استان ۷ شهرستان، ۸ شهرداری، ۱۰۷ محله در این شهرداری‌ها و ۳۷۲ روستا دارد.

## تاریخچه
اولین نام شناخته شده آماسیه "Amaseia" است که توسط استرابون، اولین جغرافیدان جهان، به آن داده شده‌است. "Amaseia" نامی است که به ملکه‌های قوم آمازون داده می‌شد.
یافته‌های باستان‌شناسی نشان می‌دهد که اولین سکونتگاه‌ها در آماسیه به ۴۰۰۰ سال قبل از میلاد می‌رسد. این سکونتگاه‌ها در طول دوره‌های هیتی‌ها، فریگی‌ها، کیمری‌ها، سکاهای ایرانی‌تبار، لیدی‌ها، پارسی‌ها، یونانی‌ها، پونتوس، روم، بیزانس، دانشمندیان، سلجوقی، ایلخانی و عثمانی به‌طور مداوم ادامه داشته‌است. مقبره‌های سنگی پادشاهان که توسط پونتوس‌ها (۳۳۳ قبل از میلاد - ۲۶ قبل از میلاد) ساخته شده‌اند، تا به امروز باقی مانده‌اند و به یکی از بناهای تاریخی این شهر تبدیل شده‌اند.
آماسیه که ۷۰۰ سال تحت حاکمیت بیزانس بود، در سال ۱۰۷۵ توسط ملک احمد دانشمند غازی فتح شد و اولین حاکمیت ترک-اسلامی در این شهر تأسیس شد. آماسیه یکی از اولین مکان‌هایی در آناتولی بود که ترک‌ها در آن به زندگی شهری روی آوردند. وجود طوایف اصیل ترک در آماسیه و اطراف آن و ساختار امن این شهر، آماسیه را به محلی مناسب برای پرورش شاهزادگان عثمانی تبدیل کرد. به همین دلیل شاهزاده چلبی محمد با قدرتی که از ترکمن‌های آماسیه و اطراف آن به دست آورد، اتحاد آناتولی را که به دلیل تیمور پراکنده شده بود، دوباره احیا کرد.
شاهزاده ییلدیریم بایزید، چلبی محمد، شاهزاده مراد (دوم)، شاهزاده احمد چلبی، شاهزاده محمد (دوم)، شاهزاده علاءالدین، شاهزاده بایزید (دوم)، شاهزاده احمد، شاهزاده مراد، شاهزاده مصطفی، شاهزاده بایزید و شاهزاده مراد (سوم) در تاریخ‌های مختلف در آماسیه حکومت کرده‌اند. در این دوره، دانشمندان بسیاری در این شهر پرورش یافتند و با ساخت بناهای ماندگار مانند کاخ، چشمه، مدرسه، مسجد، مقبره و غیره، این شهر به یک مرکز فرهنگی در تاریخ تبدیل شد.

## شهرستان‌ها

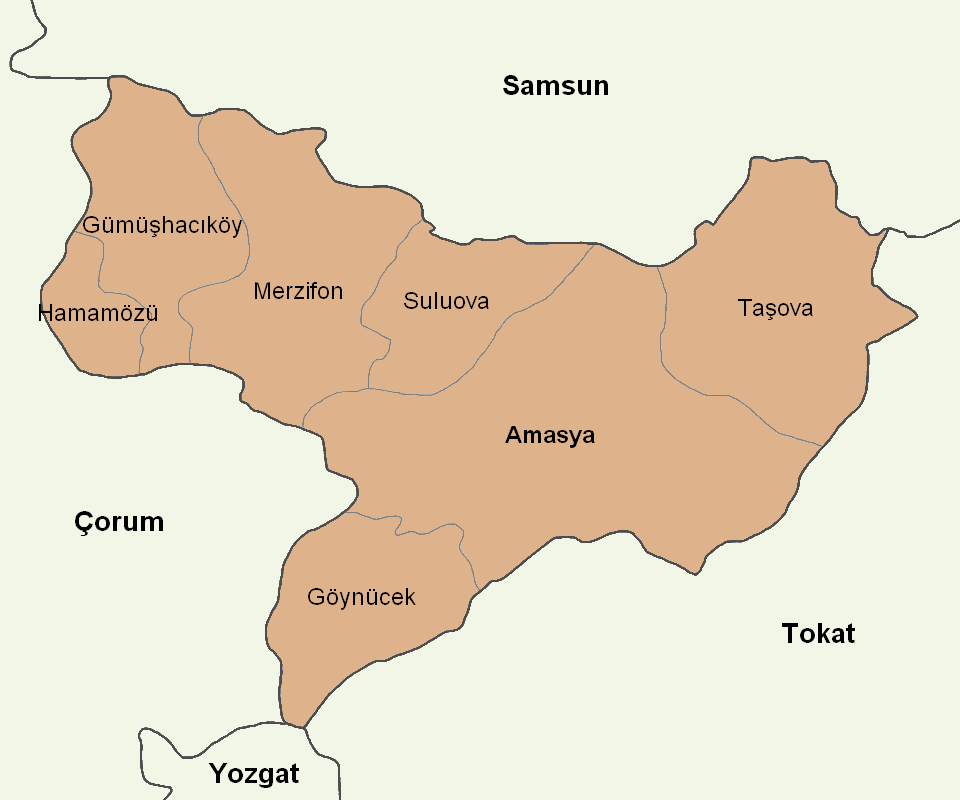

استان آماسیه ۷ شهرستان دارد:
- شهرستان آماسیه (مرکز)
- گوینوجک
- گوموش‌حاجی‌کوی
- حمام‌اوزو
- مرزیفون
- سولواوا
- تاش‌اُوا